# Oblast Centrale Zwarte Aarde
De Oblast Centrale Zwarte Aarde (Russisch: Центрально-Чернозёмная область; Tsentralno-Tsjernozijomnaja oblast) was een oblast van de Russische Socialistische Federatieve Sovjetrepubliek van 1920 tot 1934. De hoofdstad was Voronezj. De oblast was gelegen midden in Europees Rusland. 
Het gebied is vandaag de dag verdeeld tussen de oblasten Voronezj, Orjol, Koersk, Belgorod, Lipetsk, Tambov en een klein deel van Penza. 
De belangrijkste bestuurder in de oblast was de eerste secretaris van de Communistische Oblastencommissie. De secretaris van de oblast was Juozas Vareikis.

## Geschiedenis
De oblast werd op 14 maart 1928 door het Heel-Russisch Centraal Uitvoerend Comité opgericht uit de voormalige gouvernementen Voronezj, Koersk, Orjol en Tambov.
In 1929 werd rond de stad Voronezj een aparte bestuurlijke eenheid (okroeg) gemaakt die onder de oblast viel. De okroeg Voronezj werd afgeschaft en opgedeeld in de okroegen Stary Oskol en Oezman. Op 23 juni 1930 werden de okroegen afgeschaft en de districten vielen direct onder de oblast. Het aantal districten werd een aantal keren verminderd door bestuurlijke hervormingen. Op 7 april 1932 werd er rond de stad Lipetsk een aparte eenheid gemaakt.
Op 13 juni 1934 werd de oblast door een decreet van het Heel-Russisch Centraal Uitvoerend Comité afgeschaft en het grondgebied werd verdeeld tussen de oblasten Voronezj en Koersk.